# Кивисильдник
Кивисильдник (эст. Kivisildnik, настоящее имя Свен Сильдник, эст. Sven Sildnik; род. 3 января 1964, Раквере) — эстонский писатель, журналист и издатель. Член Союза Писателей Эстонии.
Дебютировал в конце 1980-х гг., был одним из участников этнофутуристического движения в эстонской поэзии, в 1996 г. подписал этнофутуристический манифест. Ранние тексты Кивисильдинка близки по методу к концептуализму, используют технику пастиша. Первая книга, вышедшая в 1989 году, в ёрническом ключе трактовала жизнь и смерть лидера эстонских большевиков Виктора Кингисеппа, сборник 1996 г. был посвящён памяти Джохара Дудаева. В том же году Кивисильдник оказался в центре общенационального скандала в связи с пространной поэмой «Союз писателей Эстонской ССР в 1981 году», построенной как полный список 156 членов этой организации с вымышленными издевательскими биографическими подробностями: входившие в список поэты Хандо Руннель и Айво Лыхмус подали в суд, полиция арестовала компьютер Кивисильдника и его рукописи, дело получило широкий резонанс.
С 2015 г. возглавляет не представленную в парламенте Эстонии малочисленную Партию независимости. Как публицист выступает резко против ЕС и так называемой политкорректности.

## Цитата
«Европа — это враждебное нам гнездо чумы, исконный враг со времен Ордена и источник смертельной опасности и все отношения с этой мерзостью надо сразу же разорвать. Европейских дипломатов выслать, европейский капитал национализировать, отвратительные европейские законы и договоры немедленно аннулировать. Те, кто позволяет сжечь свою столицу, не являются нашими союзниками, а идиотами.»